# Préstimo
Préstimo ist ein Dorf und eine ehemalige Gemeinde (Freguesia) im portugiesischen Kreis Águeda. In der Freguesia Préstimo lebten 725 Einwohner (Stand 30. Juni 2011) auf einer Fläche von 34 km².

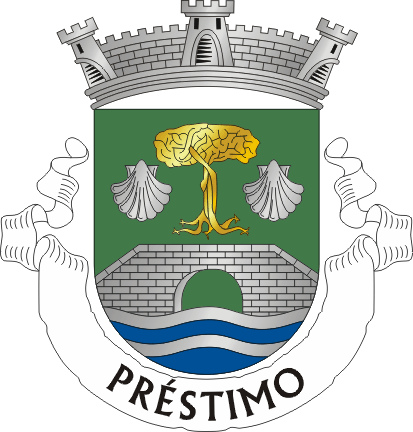
Das Wappen der ehemaligen Freguesia

Im Zuge der administrativen Neuordnung zum 29. September 2013 wurde Préstimo mit Macieira de Alcoba zur neuen Gemeinde União das Freguesias de Préstimo e Macieira de Alcoba zusammengefasst. Préstimo ist Sitz dieser neu gebildeten Gemeinde.